# Tarenaya hassleriana
Tarenaya hassleriana är en paradisblomsterväxtart som först beskrevs av Robert Hippolyte Chodat, och fick sitt nu gällande namn av Hugh Hellmut Iltis. Tarenaya hassleriana ingår i släktet Tarenaya och familjen paradisblomsterväxter. Inga underarter finns listade i Catalogue of Life.

## Bildgalleri

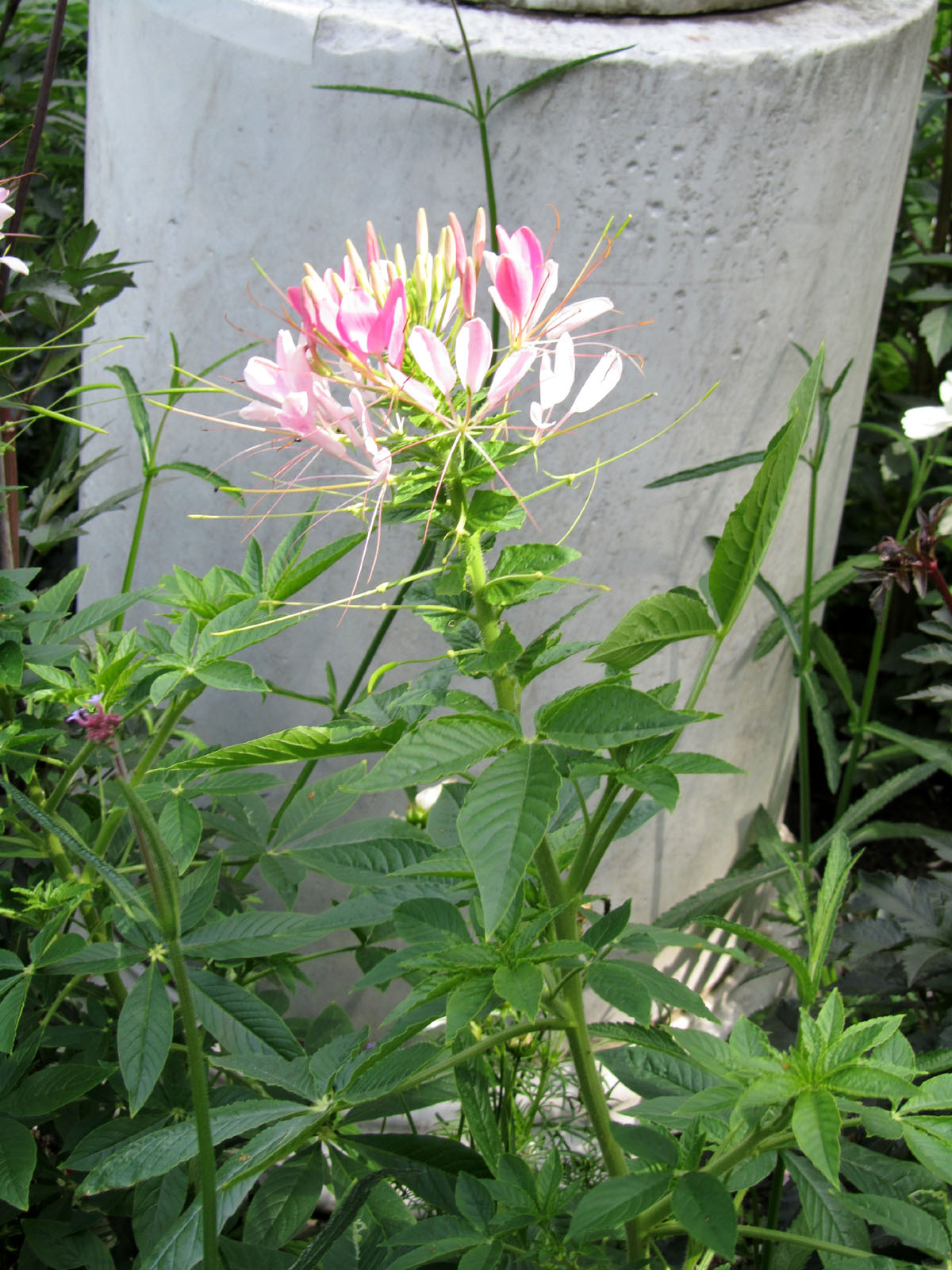